# Lista dos primeiros satélites de comunicação
Importantes marcos na história dos satélites de comunicação.
| Satélite    | Primazia | Lançamento        | País                                        |
| ----------- | --- | ----------------- | ------------------------------------------- |
| Sputnik 1   | Primeiro satélite com rádio transmissor. | Outubro 4, 1957   | União das Repúblicas Socialistas Soviéticas |
| SCORE       | Primeiro satélite de comunicação Primeiro teste de sistema repetidor de comunicações no espaço Primeira transmissão de voz gravada (do Presidente Dwight Eisenhower)                                                                                      | Dezembro 18, 1958 | Estados Unidos                              |
| TIROS-1     | Primeiro satélite a transmitir imagens de TV do espaço (clima / tempo) | Abril 1, 1960     | Estados Unidos                              |
| ECHO        | Primeiro satélite refletor de comunicações passivo | Agosto 12, 1960   | Estados Unidos                              |
| Courier 1B  | Primeiro satélite repetidor de comunicações ativo Primeiro satélite de comunicação usando células solares para recarregar as baterias | Outubro 4, 1960   | Estados Unidos                              |
| OSCAR 1     | Primeiro satélite de radioamadorismo Primeiro satélite colocado em órbita como carga útil secundária de um lançamento | Dezembro 12, 1961 | Estados Unidos                              |
| Telstar 1   | Primeiro satélite de comunicação de transmissão direta ativo Primeiro satélite de comunicação a transmitir sinais de TV, telefone e dados em alta velocidade Primeira transmissão de TV transatlantica                                                    | Julho 10, 1962    | Estados Unidos                              |
| Relay 1     | Primeira transmissão de TV transpacífica (sobre o assassinato e funeral de Kennedy]]) Primeira transmissão de satélite em "tandem" (com o Syncom 3) | Dezembro 13, 1962 | Estados Unidos                              |
| Syncom 2    | Primeira comunicação via um satélite em órbita geossíncrona | Julho 16, 1963    | Estados Unidos                              |
| Syncom 3    | Primeira comunicação via um satélite em órbita geoestacionária Primeira transmissão de Olimpíada para audiência internacional Primeira transmissão de satélite em "tandem" (com o Relay 1)                                                                | Agosto 19, 1964   | Estados Unidos                              |
| OSCAR-III   | Primeira comunicação radioamadora via satélite (transponder/repetidor) Primeiro OSCAR alimentado por células solares | Março 9, 1965     | Estados Unidos                              |
| Molniya     | Primeiro satélite de comunicação soviético (militar); Órbita elíptica alta (HEO) | Abril 23, 1965    | União das Repúblicas Socialistas Soviéticas |
| Intelsat I  | Primeiro satélite de comunicação comercial em órbita geossíncrona | Abril 6, 1965     | Estados Unidos                              |
| Orbita      | Primeira rede de TV nacional baseada em televisão por satélite (União Soviética) | Novembro 1967     | União das Repúblicas Socialistas Soviéticas |
| Nimbus 3    | Primeiro sistema de busca e salvamento baseado em satélite Primeiro satélite a localizar e comandar estações meteorológicas remotas para transmitir dados de volta ao satélite                                                                            | Abril 14, 1969    | Estados Unidos                              |
| Anik A1     | Primeiro satélite de comunicação doméstico usando órbita geossíncrona (Canadá) | Novembro 9, 1972  | Canadá                                      |
| Westar 1    | Primeiro satélite doméstico comercial Norte americano em órbita geoestacionária | Abril 13, 1974    | Estados Unidos                              |
| ATS-6       | Primeiro satélite de comunicação geoestacionário a usar estabilização triaxial Primeiro satélite experimental para transmissão de TV (Direct Broadcast Satellite) Primeiro satélite a fornecer serviços de comunicação para outras espaçonaves (Nimbus 6) | Maio 30, 1974     | Estados Unidos                              |
| Symphonie   | Primeiro satélite de comunicação geoestacionário com sistema unificado de propulsão para manter a posição | Dezembro 19, 1974 | Alemanha · França                           |
| AO-6 & AO-7 | Primeiro satélite a retransmitir comunicação para outro satélite (terra -> AO-7 -> AO-6 -> terra) | Janeiro 1975      | Estados Unidos                              |
| Aryabhata   | Primeiro satélite de comunicação da Índia | Abril 19, 1975    | Índia                                       |
| Palapa A1   | Primeiro satélite de comunicação da Indonésia | Julho 8, 1976     | Indonésia                                   |
| Ekran       | Primeiro Primeiro satélite de série para transmissão de TV (Direct Broadcast Satellite) Primeiro satélite geossíncrono operacional soviético | Outubro 26, 1976  | União das Repúblicas Socialistas Soviéticas |
| SBS-3       | Primeiro uso comercial do Ônibus Espacial | Novembro 11, 1982 | Estados Unidos                              |
| TDRS-A      | Primeiro satélite do primeiro sistema de comunicação permanente para outras espaçonaves | Abril 4, 1983     | Estados Unidos                              |
| Arabsat-1A  | Primeiro satélite de comunicação da Liga Árabe | Fevereiro 2, 1985 | Liga Árabe                                  |
| Badr-1      | Primeiro satélite de comunicação do Paquistão | Julho 16, 1990    | Paquistão                                   |
| Türksat 1B  | Primeiro satélite de comunicação da Turquia | Agosto 10, 1994   | Turquia                                     |
| Iridium 1   | Primeiro satélite para serviços de telefonia | Maio 5, 1997      | Estados Unidos                              |
| AO-40       | Primeiro satélite a usar o sistema de GPS para navegação e controle de atitude HEO | Novembro 16, 2000 | Alemanha · Estados Unidos                   |
| SuitSat     | Primeiro uso de um traje espacial fora de serviço como um radio satélite | Fevereiro 3, 2006 | Rússia · Estados Unidos                     |